# Úri
Úri là một thị trấn thuộc hạt Pest, Hungary. Thị trấn này có diện tích 22,19 km², dân số năm 2010 là 2682 người, mật độ 121 người/km².